# Kinky Boots
Pour l’article homonyme, voir Kinky Boots (comédie musicale).
Pour plus de détails, voir Fiche technique et Distribution.
Kinky Boots, ou Drôles de bottes au Québec, est un film américano-britannique réalisé par Julian Jarrold, sorti en 2005 et nommé à la 64e cérémonie des Golden Globes.

## Fiche technique
- Titre : Kinky Boots
- Titre québécois : Drôles de bottes
- Réalisation : Julian Jarrold
- Scénario : Geoff Deane et Tim Firth
- Production : Nick Barton, Peter Ettedgui, Suzanne Mackie et Mairi Bett
- Musique : Adrian Johnston
- Photographie : Eigil Bryld (en)
- Montage : Emma E. Hickox
- Costumes : Sammy Sheldon
- Pays d'origine :  États-Unis |  Royaume-Uni
- Format : Couleurs
- Genre : Comédie dramatique
- Durée : 107 minutes
- Date de sortie : 2005

## Distribution
- Joel Edgerton (V.Q. : Patrice Dubois) : Charlie Price
- Chiwetel Ejiofor (V.Q. : Marc-André Bélanger) : Lola
- Sarah-Jane Potts (V.Q. : Catherine Trudeau) : Lauren
- Nick Frost (V.Q. : Benoit Rousseau) : Don
- Linda Bassett (V.Q. : Johanne Garneau) : Mel
- Jemima Rooper (V.Q. : Éveline Gélinas) : Nicola
- Robert Pugh : Harold Price
- Stephen Marcus : Big Mike
- Leo Bill : Harry Sampson
- Mona Hammond : Pat

Source et légende : Version québécoise (V.Q.) sur Doublage Québec.

## Autour du film
Ce film britannique s'adresse à tout public, son allusion au fétichisme de la chaussure[réf. nécessaire] reste bon enfant, car il aborde sagement le monde de la chaussure, de la mode et de l'extravagance, des drag queens et des travestis. Il s'inspire de l'histoire vraie d'un cordonnier du village d'Earls Barton, dans le Northamptonshire.
Le film a été adapté en comédie musicale en 2013 : Kinky Boots .
Le film est cité en conduite du changement, logistique et management comme un exemple d’agilité et d’approches centrés clients.